# San Silvestro (Santi Quattro Coronati)

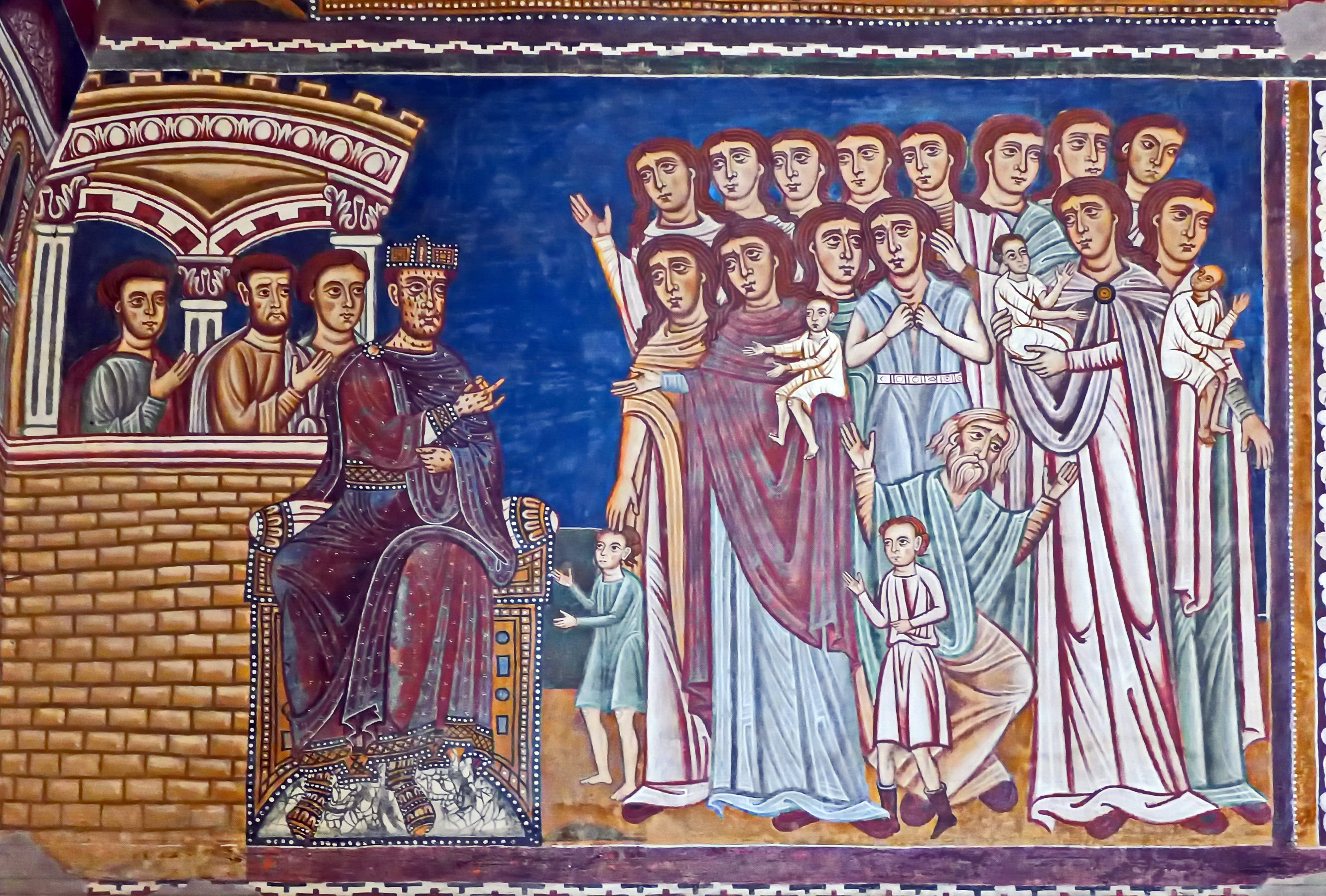
Konstantin erkrankt an Aussatz

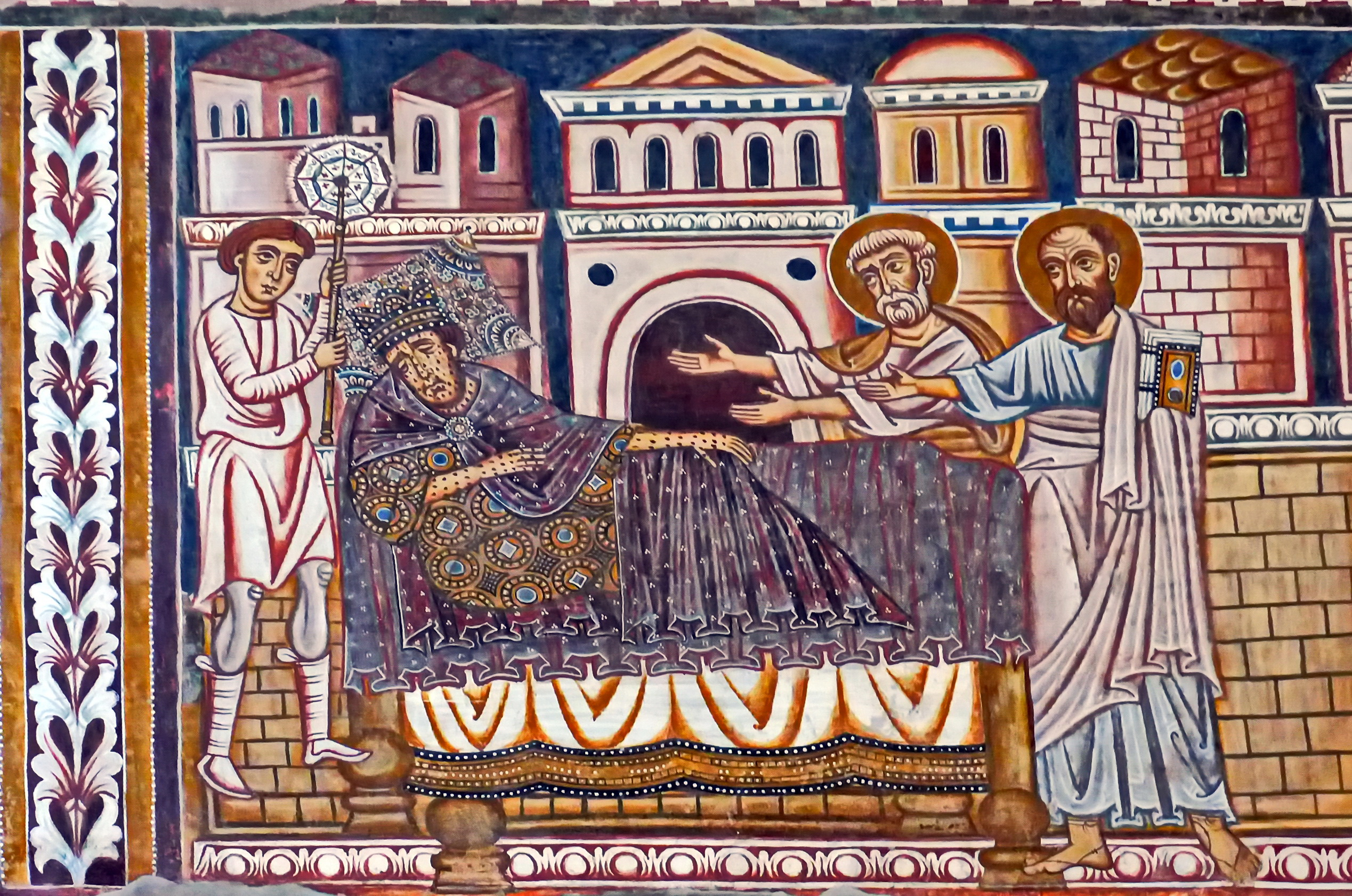
Dem kranken Kaiser erscheinen Petrus und Paulus im Traum und
empfehlen ihm, sich von Silvester heilen zu lassen

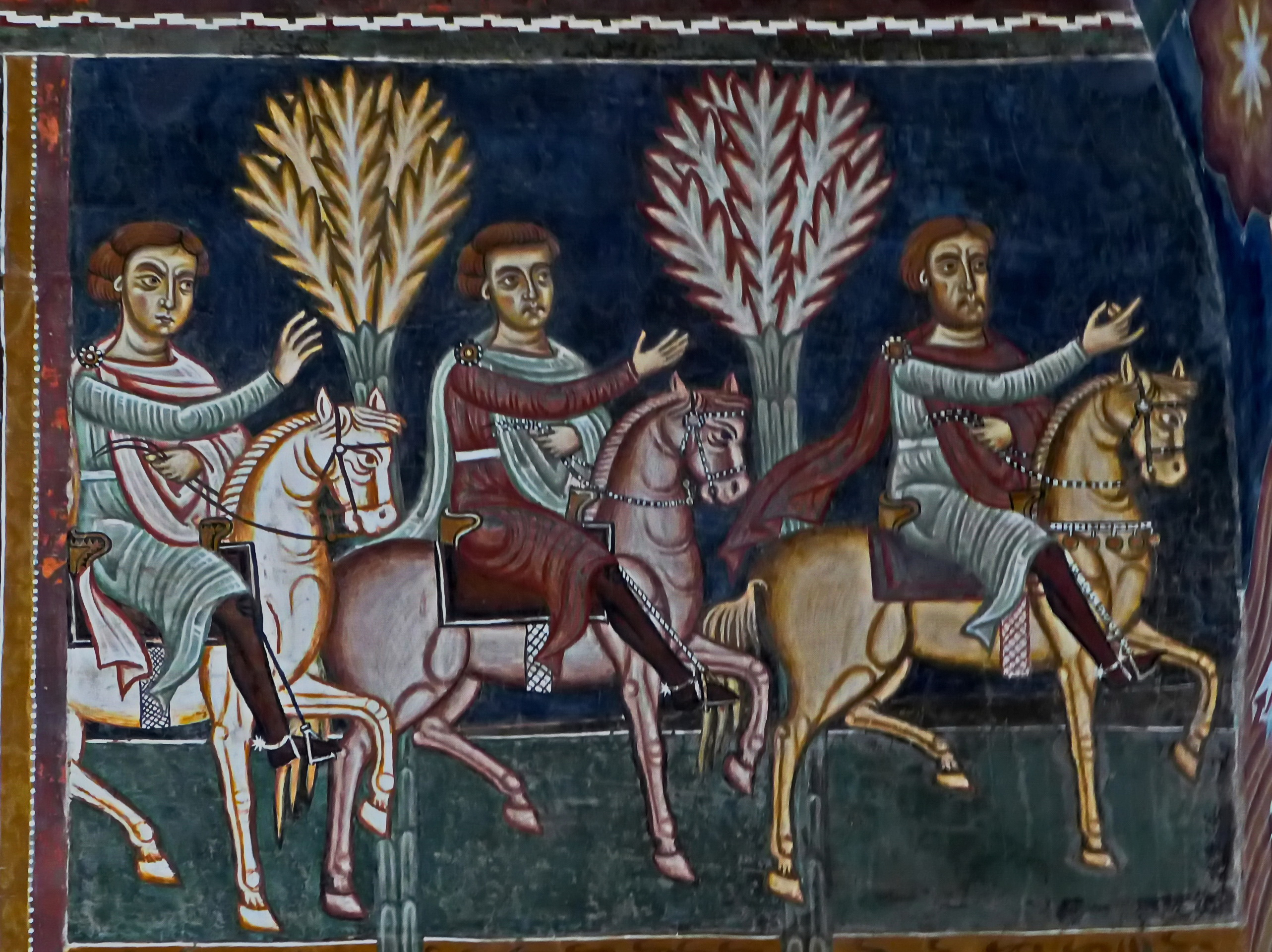
Die kaiserlichen Boten reiten zum Mons Soracte, um Silvester zu treffen

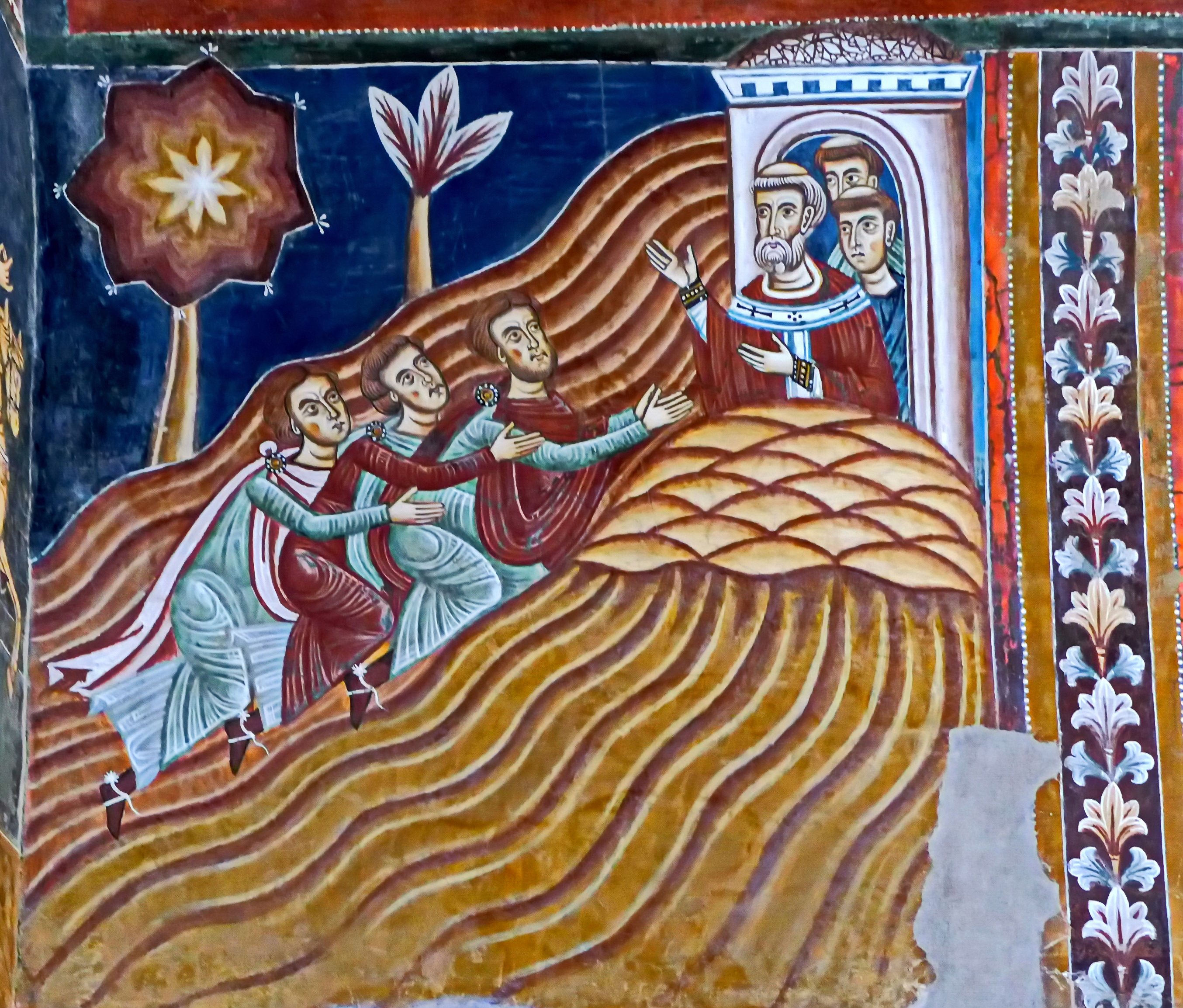
Die Boten des Kaisers steigen auf den Monte Soratte

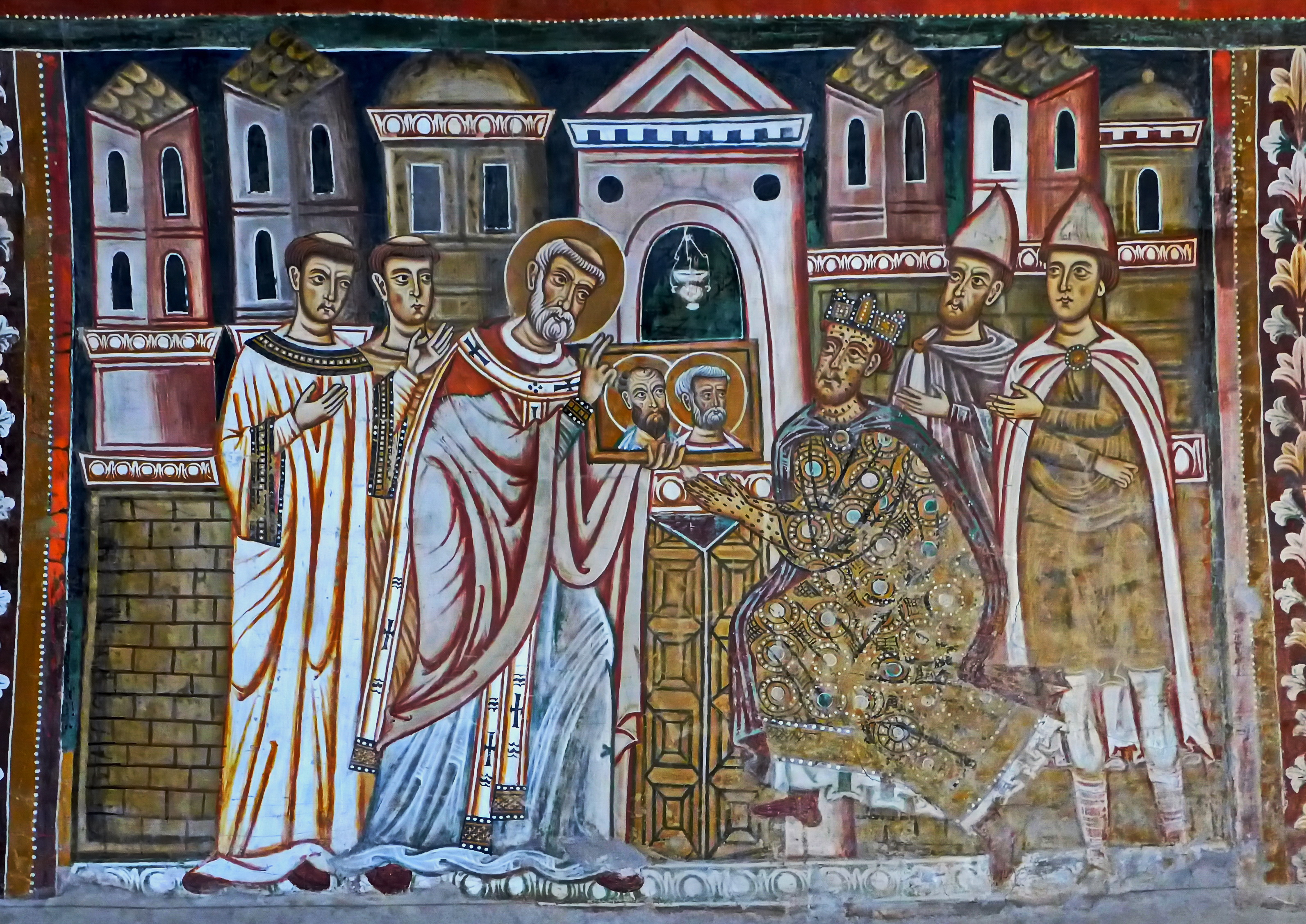
Silvester kehrt nach Rom zurück und zeigt Konstantin die Bilder von Petrus und Paulus

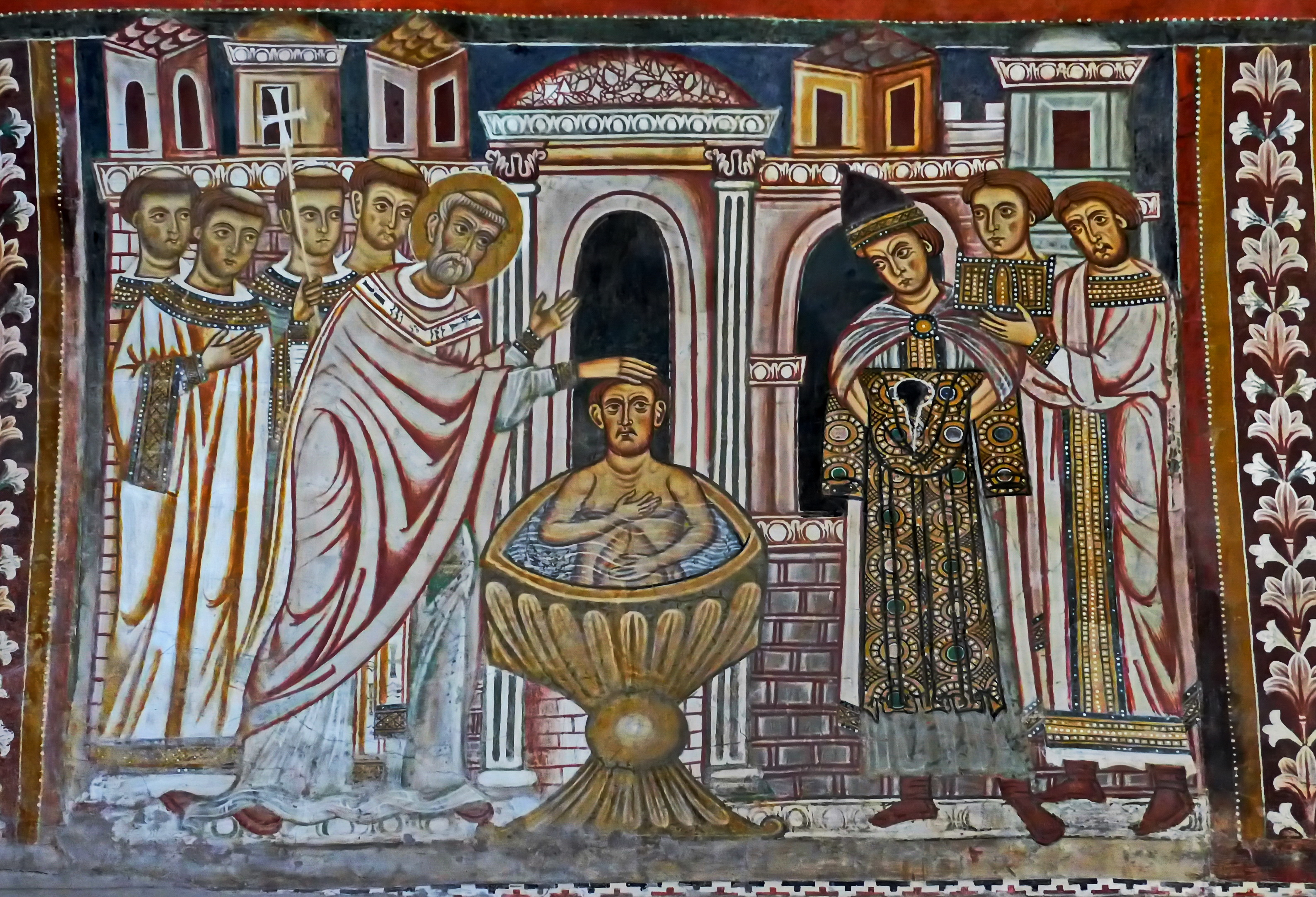
Konstantin erhält von Silvester die Taufe

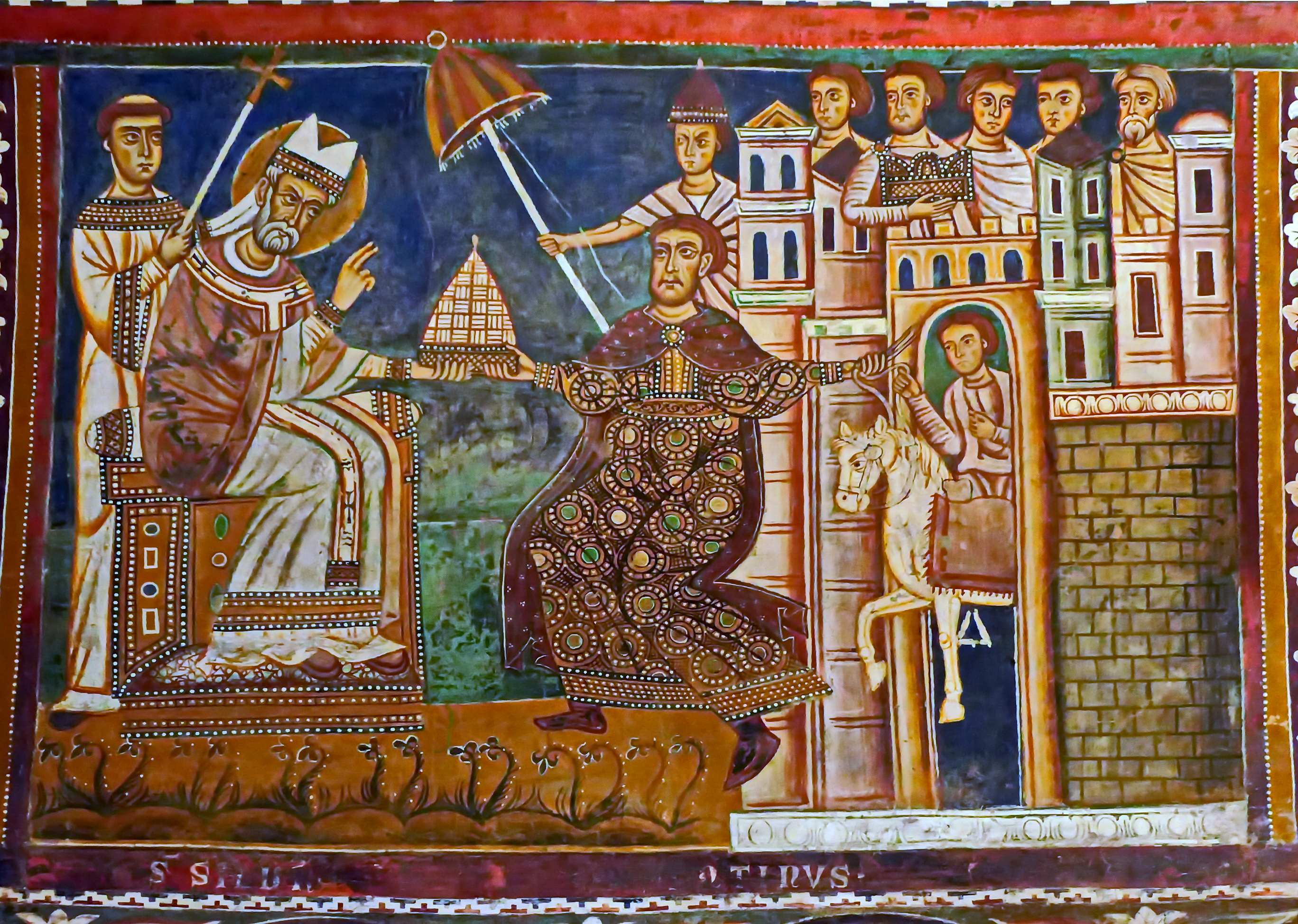
Silvester sitzt auf einem Thron vor dem vom Aussatz geheilten Konstantin

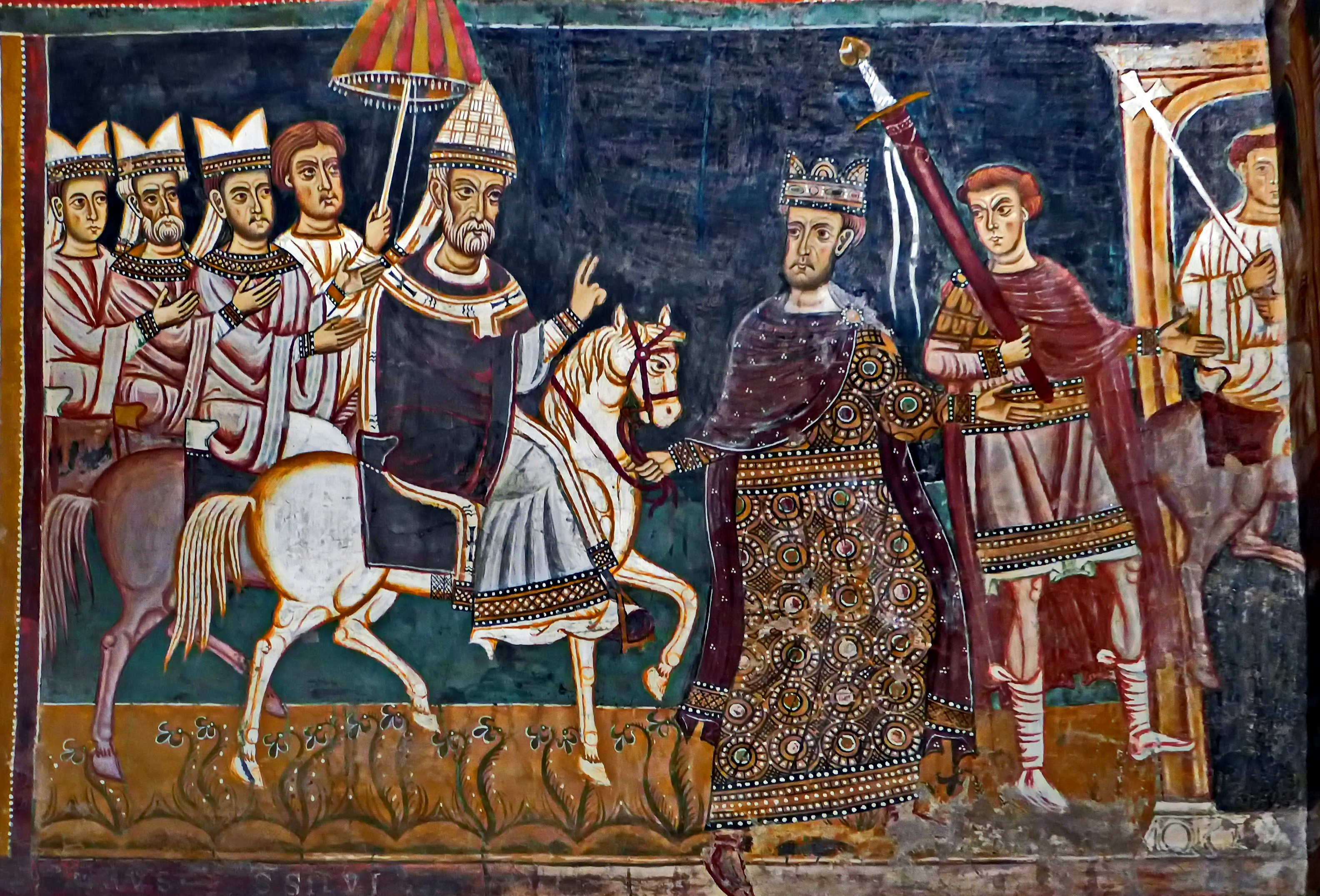
Silvester zu Pferd wird von Konstantin in Rom empfangen

Das Oratorium San Silvestro ist eine Kapelle innerhalb des Klosters der Augustinerinnen von Santi Quattro Coronati. Der Zugang erfolgt über den Portikus des ersten Außenhofes der Basilika. Laut Rendina ist es „eine außergewöhnliche Umgebung, eine Nische des Mittelalters, besser erhalten als die Kirche selbst“.

## Geschichte
Das Oratorium wurde 1246 auf Geheiß von Kardinal Stefano de Normandis dei Conti, dem Kardinalpriester von Santa Maria in Trastevere und Nepot von Innozenz III., erbaut und im selben Jahr, wie auf der Gedenktafel festgehalten, vom Bischof von Ostia Rinaldo dei Conti di Segni geweiht. Später (1248) von byzantinischen Meistern ausgeschmückt, wurde es im 16. Jahrhundert zum Oratorium der Zunft der Bildhauer und Steinmetze (genannt Marmorari).

## Beschreibung
In der Lünette über der Eingangstür befindet sich ein Fresko, das Christus den Richter, Maria, Johannes und die Apostel darstellt.
Das Innere des Oratoriums hat einen rechteckigen Grundriss mit einem Tonnengewölbe. Der Boden ist im Stil der Kosmaten gehalten. Das Gewölbe ist mit Sternen- und Kreuzmotiven verziert, in seiner Mitte befinden sich fünf originale Majoliken, die ein griechisches Kreuz bilden. Die Basis des Gewölbes ist mit einem Blattfries verziert. Auf der Eingangsmauer befindet sich ein Jüngstes Gericht mit dem thronenden Christus, der Jungfrau Maria, dem heiligen Johannes dem Täufer, den Aposteln und zwei Engeln, von denen einer das Firmament faltet.
Unter diesem Fresko befindet sich an der linken, der rechten und der Eingangswand ein Freskenzyklus aus elf Szenen. Armellini berichtete 1891 von einer Inschrift, aus der das Entstehungsdatum 1248 ersichtlich war: A.D. MCCXLVIII hoc opus divitia fieri fecit. Dieser Bild-Zyklus ist dem Actus Silvestri entnommen und bezieht sich auf das legendäre Leben Kaiser Konstantins I.
Die Motive der 11 Szenen sind:
- Eingangswand:
  - Der an Lepra erkrankte Kaiser Konstantin lehnt den Rat seiner Ärzte ab, sich im Blut von Kleinkindern baden zu lassen und entlässt die wehklagenden Mütter;
  - Petrus und Paulus erscheinen dem kranken Konstantin im Traum und fordern ihn auf, Papst Silvester nach Rom zurückzuholen;
  - Die Boten des Kaisers reiten zum Monte Soratte, wohin Silvester geflohen war, um Nachstellungen zu entgehen;

- Linke Mauer:
  - Silvester I. – mit Pallium – empfängt die Boten von Kaiser Konstantin auf dem Monte Soratte und verspricht, nach Rom zurückzukehren;
  - Silvester I. sucht Konstantin in Rom auf, zeigt ihm die Bilder von Petrus und Paulus und verspricht, ihn vom Aussatz zu heilen;
  - Kaiser Konstantin empfängt von Silvester I. die Taufe im Lateran-Baptisterium (legendär) und wird vom Aussatz geheilt; seine Begleiter halten Gewand und Krone;
  - Silvester I. – mit Mitra des Bischofs von Rom auf seiner Kathedra thronend – nimmt von dem vor ihm knienden Kaiser Konstantin dessen Herrschaftsinsignien als Zeichen der weltlichen Macht über die Stadt Rom entgegen: das Phrygium (spitz zulaufende Kopfbedeckung), das Solecchium (Baldachin) und den Schimmel, den Konstantin mit dem Zügel in seiner Linken heranführt. Bei den fünf Figuren – mit Buch und Kaiserkrone – auf den Zinnen der Stadtmauer soll es sich um römische Bürger handeln, die als Vermittler zwischen Kaiser und Papst tätig waren;
  - Silvester I. – jetzt mit Phrygium und Baldachin – reitet auf seinem Schimmel mit Bischöfen im Gefolge in der Stadt Rom ein, wo er von Kaiser Konstantin – jetzt mit Kaiserkrone – empfangen wird. Bemerkenswert ist, dass Konstantin das Pferd des Papstes am Zügel führt und ihm damit den sogenannten Stratordienst leistet; neben Konstantin ein Heerführer mit geschultertem Schwert.

- Rechte Mauer:
  - Silvester belebt den von einem jüdischen Priester getöteten Stier;
  - Helena, Konstantins Mutter, findet das wahre Kreuz;
  - Silvester befreit das römische Volk von einem Drachen.

„Gli affreschi costituirono una “propaganda” politica della falsa “donazione di Costantino”, sfruttata dal papato nelle lotte di prestigio contro l’imperatore fino a tutto il medioevo.“

„Die Fresken sind eine politische „Propaganda“ der gefälschten „Konstantinsstiftung“, die das Papsttum in den Prestigekämpfen gegen den Kaiser bis zum Ende des Mittelalters nutzte.“

„Questi dipinti dovevano diventare un mezzo di propaganda per dimostrare la superiorità del potere della Chiesa di Roma su quello imperiale; a volerli fu papa Innocenzo IV., all’epoca in lotta con imperatore Federico II.“

„Diese Gemälde sollten zu einem Propagandamittel werden, um die Überlegenheit der Macht der Kirche Roms über die kaiserliche zu demonstrieren. Papst Innozenz IV., der sich im Machtkampf mit Kaiser Friedrich II. befand, wollte sie.“

Kardinal Stefano Conti, der während der Flucht des Papstes nach Frankreich zum Stellvertreter des Papstes gewählt wurde, lebte in diesem Palast. Es gibt also keinen besseren Ort als dieses Oratorium, um daran zu erinnern, dass der Papst nicht nur der Nachfolger von St. Peter, sondern auch der Nachfolger von Konstantin und den römischen Kaisern ist.
Im 16. Jahrhundert wurde das kleine, erhöhte Presbyterium mit drei Stufen hinzugefügt. Die Fresken aus dem Jahr 1574 beziehen sich auf das Martyrium der Heiligen vier Gekrönten und sind das Werk von Raffaellino da Reggio.